# Лебедев, Валентин Яковлевич
Валенти́н Я́ковлевич Ле́бедев (18 января 1923, Брянск — 12 марта 2008) — советский военный деятель, в 1970-х годах — заместитель начальника вооружения Сухопутных войск Советской Армии ВС Союза ССР, генерал-полковник (29.10.1984).

## Биография
Родился в Брянске. В том же году семья переехала в Москву. Там окончил среднюю школу. В 1940 году окончил Московскую специальную артиллерийскую школу № 1. 
С сентября 1940 года — в Красной Армии. Учился в 3-м Ленинградском артиллерийском училище. В связи с началом Великой Отечественной войны в июне 1941 года досрочно выпущен из училища, произведён в младшие лейтенанты и направлен на фронт.
С июня 1941 года — в действующей армии, командир взвода артиллерийской разведки штабной батареи начальника артиллерии 108-й стрелковой дивизии, с конца июля — помощник начальника штаба артиллерии этой дивизии на Западном фронте. 
С октября 1941 года — начальник штаба 28-го отдельного гвардейского миномётного дивизиона. С декабря 1942 года до Победы воевал в составе 14-й гвардейской миномётной бригады: помощник начальника штаба бригады, начальник штаба бригады и заместитель командира бригады. На фронте получил три тяжёлых ранения и контузию, но каждый раз возвращался в строй и продолжал воевать до последних дней войны. В этих должностях воевал на Юго-Западном, 3-м Украинском, 4-м Украинском, 2-м Прибалтийском, Ленинградском фронтах. Летом 1945 года в составе бригады переброшен на Дальний Восток и принимал участие в советской-японской войне в составе Забайкальского фронта.
Участвовал в Белостокско-Минском сражении, Смоленском сражении, в Вяземской оборонительной операции.
После войны, в 1951 году окончил Военную артиллерийскую академию им. Ф. Э. Дзержинского, а в 1961 — Военную академию Генерального штаба. В 1960—1970-х годах работал на различных штабных должностях ракетных и артиллерийских войск ВС СССР. Участвовал в разработке новых образцов ракетного и артиллерийского вооружения и методов управления РВиА.

## Семья
- Жена — Элли Асимакополус, турецкая гречанка по происхождению, дочь генерального секретаря рабочих профсоюзов Стамбула Никоса Асимакопулоса, который после переезда в СССР стал Генсеком ЦК Коммунистической партии Турции.
- Сын — Андрей Валентинович (род. 1951)[2], российский филолог-классик, был женат на писательнице Татьяне Толстой, их сын Артемий Лебедев, известный дизайнер, приходится генералу внуком.
- Сын — Валентин Валентинович (род. 1960)

## Награды
- орден Октябрьской Революции
- орден Красного Знамени
- два ордена Александра Невского
- орден Отечественной войны 1-й степени
- два ордена Красной Звезды
- орден «За службу Родине в Вооружённых Силах СССР» 3-й степени,
- медали, государственные и ведомственные
- иностранные награды